# Картер (Вајоминг)
Картер (енгл. Carter) насељено је место без административног статуса у америчкој савезној држави Вајоминг.

## Демографија
По попису из 2010. године број становника је 10, што је 2 (25,0%) становника више него 2000. године.
| Група             | 2000.     | 2010.       |
| Белци             | 5 (62,5%) | 10 (100,0%) |
| Афроамериканци    | 0 (0,0%)  | 0 (0,0%)    |
| Азијати           | 1 (12,5%) | 0 (0,0%)    |
| Хиспаноамериканци | 0 (0,0%)  | 0 (0,0%)    |
| Укупно            | 8         | 10          |